# Akhberdil Muhammad
Akhberdil Muhammad (in avaro: Ахбердилав МухIаммад; in armeno Աղբերդյան Մուհամեդ?; in ceceno Ахьвердин Махьма; Khunzakh, 1803 – Gush-Kert, giugno 1843) fu un guerrigliero àvaro e membro della resistenza antirussa nel Caucaso, durante la guerra caucasica contro l'Impero russo. Fu uno dei più stretti collaboratori di Ghazi Mullah e Gamzat-bek.

## Biografia

### I primi anni
Nato nel villaggio àvaro di Khunzakh, poco si sa della giovinezza di Akhberdil. Secondo quanto riportato dal russo N. F. Dubrovin, si distingueva tra i suoi per intelligenza e saggezza ed aveva ricevuto un'eccellente educazione, essendo in grado di parlare correttamente l'àvaro, l'arabo, il ceceno ed il kumyk. Aveva studiato con teologi di spicco come Said Arakansky, Lachinilav di Harikolo e successivamente col primo imam àvaro, Ghazi-Muhammad.
Con l'emergere del movimento dei murid nel Caucaso, ne divenne un fervente seguace, grazie anche al forte ascendente che ebbe Ghazi-Muhammad su di lui.

### Mudir dell'Imam Shamil
Akhberdil raggiunse una notevole fama durante il periodo nel quale l'Imam Shamil fu a capo dei guerriglieri del Caucaso. Questi, che si fidava molto di lui, lo nominò mudir della Piccola Cecenia, il più grande territorio dell'imamato per numero di abitanti.
Nell'estate del 1839, Akhberdil Muhammad fu tra coloro che presero parte attiva nella difesa della fortezza di Akhulgo. Inviato in sostegno all'Imam Shamil col suo distaccamento di guerriglieri (composto prevalentemente da avari e da ceceni), si dimostrò particolarmente abile sul campo pur dovendo infine cedere ai russi. Si ritirò coi suoi uomini nella Piccola Cecenia da dove continuò a colpire le truppe zariste nell'area con una guerriglia senza sosta. Nel 1840, Akhberdil Mohammed venne promosso generale ed il 5 maggio 1840, col suo distaccamento militare riuscì a sconfiggere le truppe russe vicino al villaggio di Achkhoy. L'11 ottobre fece irruzione a Mozdok. Nel luglio del 1840, Akhberdil fu uno dei comandanti nella battaglia del fiume Valerik. Nel maggio dell'anno successivo, la sua unità distrusse l'insediamento militare di Aleksandrovskoye sulla strada militare che conduceva in Georgia. Nel 1842 prese parte alla difesa di Kumukh. Insieme ad Hadji Murad prese parte alla battaglia nei pressi del villaggio di Kuli contro Argutinsky. Nel giugno 1843 combatté la sua ultima campagna a Khevsureti.

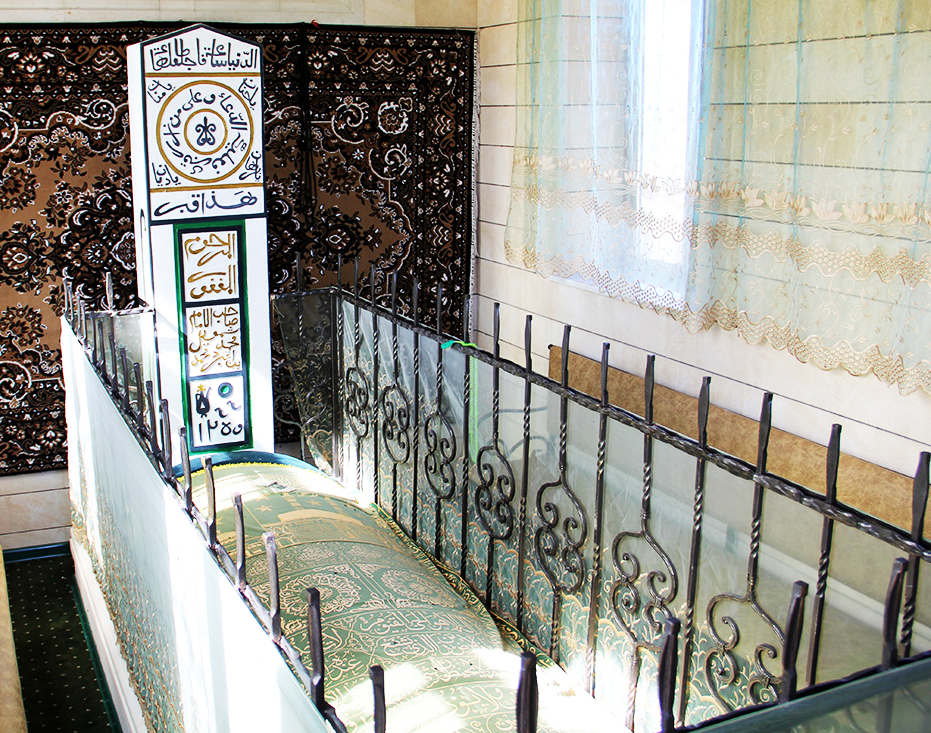
La tomba di Akhberdil Muhammad

Il comando zarista seguì da vicino la crescente influenza del ceceno Akhberdil Muhammad ed in particolare il crescere della sua autorità in virtù delle riforme proposte. Egli in particolare proibì ai suoi uomini di tagliare le teste dei nemici uccisi, ridusse le tasse da pagare all'imamato per la fascia più povera della popolazione locale e divenne così molto popolare. Ebbe una certa tolleranza nei confronti delle religioni non islamiche dal momento che, anche dopo gli scontri coi russi, acconsentì che un sacerdote ortodosso officiasse per loro un rito funebre e li seppellisse con tutti gli onori e i riti previsti.
Morì nel villaggio di Gush-Kert, nell'attuale distretto di Shatoevskj, in Cecenia. Secondo quanto riportato dalle cronache dell'epoca, il 12 giugno 1843 venne ferito gravemente alla schiena, sopra la scapola, da un proiettile che gli rimase conficcato nel corpo, morendo pochi giorni dopo. L'Imam Shamil, quando seppe la notizia della sua morte, pianse amaramente e disse di aver perduto "un capo militare eccezionale, un amministratore abile ed onesto" e soprattutto quello che da tutti era stato pronosticato come il suo più probabile successore alla guida dei guerriglieri del Caucaso.